# Kornäckerhöhle
Die Kornäckerhöhle (auch Winterholzhöhle genannt) ist eine Tropfsteinhöhle in der Nähe des Buchener Ortsteils Eberstadt, an der Grenze zwischen Bauland und Odenwald. Die Höhle ist die Fortsetzung der Eberstadter Tropfsteinhöhle in nördlicher Richtung.

## Geologie

### Entstehung
→ siehe: Entstehung der Eberstadter Tropfsteinhöhle

### Beschreibung
Der Eingang zur Kornäckerhöhle liegt knapp 700 Meter nördlich des Eingangs der Eberstadter Tropfsteinhöhle in direkter Fortführung des Höhlenverlaufs. Nach einem schmalen Schacht wird die Höhle etwa drei Meter breit und zwei Meter hoch. Etwa 30 Meter hinter dem Eingang erweitert sie sich zu einer Halle, von der zwei Gänge abzweigen. Der nördliche Gang führt nach 15 Metern in eine weitere Halle mit über 20 Meter Höhe. Die Höhle endet an einem bis jetzt unüberwindlichen Versturz, ihre Gesamtlänge beträgt 220 Meter. Die Höhle verläuft genau parallel zur dritten bekannten Höhle in diesem Gebiet, dem Hohlen Stein. Die Größe der Hallen lässt vermuten, dass sich das Höhlensystem hinter dem Versturz weiter fortsetzt. In der Kornäckerhöhle finden sich verglichen mit der Eberstadter Tropfsteinhöhle nur wenige Tropfsteine. Da die Höhle nur schwer zugänglich ist, ist sie für die Allgemeinheit nicht geöffnet.

## Geschichte
Bereits bei der Erforschung der Eberstadter Tropfsteinhöhle schloss man aus Ablagerungen eines Höhlenbachs am Ende des begehbaren Teils, dass die Höhle noch weiter verlaufe. Auch Messungen an der Erdoberfläche unterstützten diese Annahme.

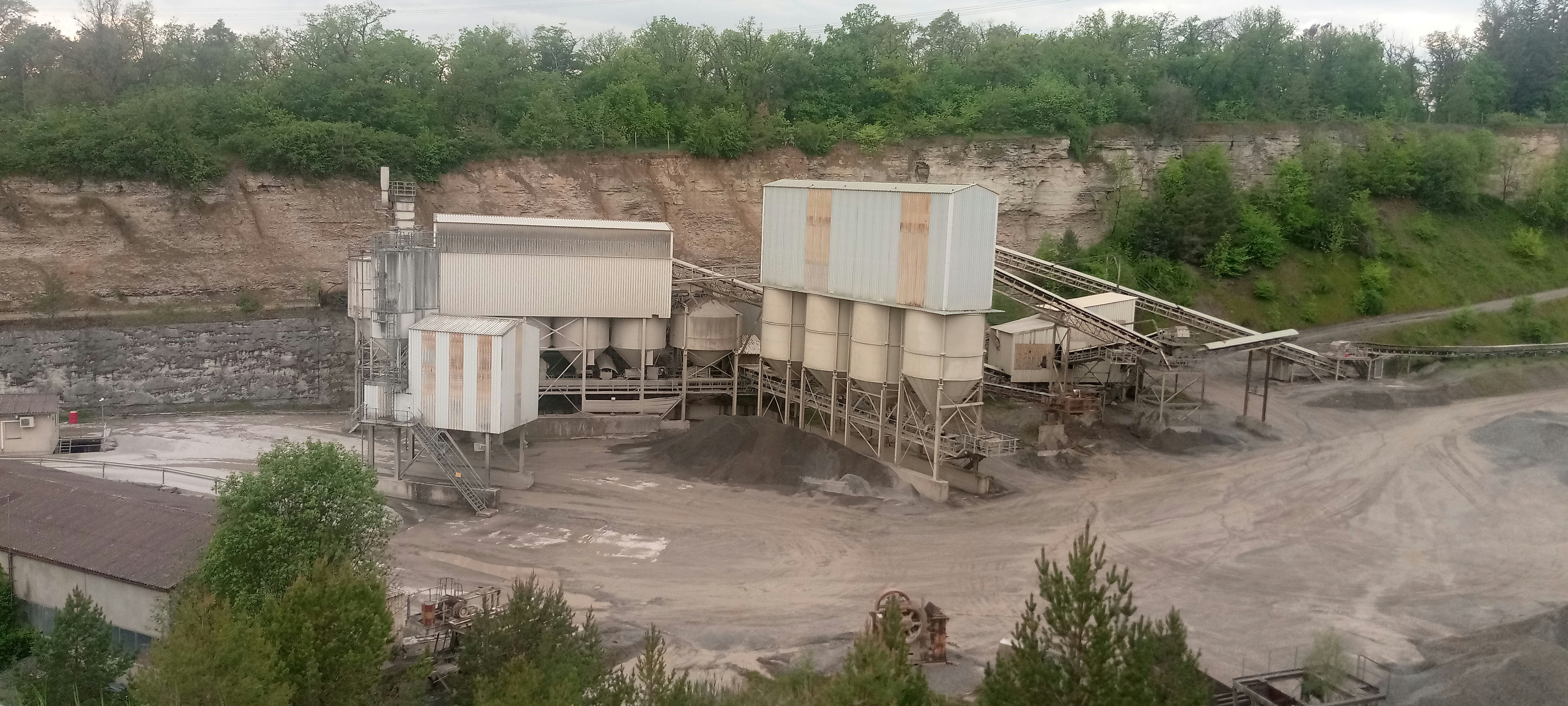
Steinbruch Eberstadt

Am 24. März 2006 wurden im Steinbruch hinter der Eberstadter Tropfsteinhöhle Sprengarbeiten durchgeführt. Dabei zeigten sich in einer freigelegten Querverwerfung des Gesteins Wandversinterungen. Experten des Geologischen Landesamtes Baden-Württemberg vermuteten bei einer Untersuchung am 29. März 2006, dass die Spalte den Eingang zu einer Höhle bildet. Eine genauere Erforschung war wegen Einsturzgefahr nicht möglich. Wenige Tage später stürzte die Felswand über der Verwerfung ein, wobei der Eingang zur Höhle freigelegt wurde. Nach ihrer Lage im Gewann Kornäcker erhielt die Höhle den Namen Kornäckerhöhle.